# 初山別村立初山別小学校
初山別村立初山別小学校（しょさんべつそんりつ しょさんべつしょうがっこう）は、北海道苫前郡初山別村字初山別にある公立小学校。

## 概要
- 校長 - 菅藤正伸[1]
- 学校給食 - あり
- へき地等級 - 2級

### 年表
- 時期不詳 - 羽幌尋常小学校初山別分教場として創立。
- 1898年 - 羽幌村立初山別尋常小学校として独立。
- 1900年 - 歌越別簡易教育所を分離。
- 1901年 - 風連別簡易教育所を分離。
- 1903年 - 茂築別簡易教育所を分離。
- 1907年 - 風連別簡易教育所が風連別尋常小学校となる。（1941年字名地番改正より豊岬小に改称。）
- 1909年 - 初山別村が羽幌村から分村、初山別村立となる。
- 1910年 - 茂築別簡易教育所が茂築別尋常小学校となる。（1941年有明小に改称。）
- 1910年 - 歌越別簡易教育所が廃止され遠別第五教育所（のちの遠別町立金浦小学校）に統合される。
- 1911年 - 高等科を併設する。
- 1911年 - モセタキナイ特別教授所を分離。（1941年栄小に改称。）
- 1941年 - 国民学校令により初山別国民学校に改称する。
- 1947年 - 学制改革により初山別小学校に改称する。
- 1947年 - 初山別中学校が開校する。
- 1972年 - 栄小学校を統合。
- 2010年 - 有明小学校を統合[2]。
- 2011年 - 新校舎落成。
- 2014年 - 豊岬小学校を統合[3]。

## 交通
- 沿岸バス - 特急はぼろ号「初山別役場前」下車。

## 学校周辺
- 初山別村立初山別中学校
- 初山別村役場
- 初山別村立初山別診療所
- 留萌信用金庫 初山別支店
- 初山別駅跡